# Draba meskhetica
Draba meskhetica là một loài thực vật có hoa trong họ Cải. Loài này được Chinth. mô tả khoa học đầu tiên năm 1978.